# Lecanora substrobilina
Lecanora substrobilina är en lavart som beskrevs av Printzen. Lecanora substrobilina ingår i släktet Lecanora och familjen Lecanoraceae.   Inga underarter finns listade i Catalogue of Life.